# Gamla Ullevi (1916)
Il Gamla Ullevi (Vecchio Ullevi) (chiamato Ullevi fino all'apertura del Nya Ullevi nel 1958) era uno stadio calcistico situato a Göteborg, in Svezia. È stato costruito tra il 1915 e il 1916, e inaugurato il 17 settembre 1916, con una partita tra IFK Göteborg e AB København, conclusosi con un pareggio (2-2).
La capacità variava da 15.000 a 18.000 spettatori, a seconda dell'uso.
Il record di spettatori è 32.357, verificasi in un match tra Örgryte IS e IF Elfisborg, il 2 maggio 1957. La partita si è conclusa con una vittoria per la squadra ospite per 2-1.
Nel 1989 vi si è disputata la finale del campionato svedese di football americano.
La demolizione dello stadio è iniziata il 9 gennaio 2007, alle ore 11.15, per fare posto a un nuovo e più moderno impianto, chiamato anch'esso Gamla Ullevi, inaugurato il 9 aprile 2009.

## Storia
Prima di chiamarsi così l'area era chiamata "Idrottsplatsen" (Campo sportivo). Era un'arena per velocipedi, che poteva accogliere 600 spettatori. Con il passare del tempo vennero costruiti anche un campo da tennis nel 1901. Altri campi vennero aggiunti in seguito ma, in seguito all'aumento di interesse per il calcio, era necessario un vero e proprio stadio. Il Göteborgs idrottsförbund creò una corporazione con un capitale di 90.000 SEK da spendere nella costruzione del nuovo stadio. Il costo finale fu di circa 160.000 SEK. L'impianto era destinato solamente al calcio, nonostante la mezzo promessa fatta ad arcieri e cavalieri di poterne farne uso. All'epoca lo stadio poteva ospitare 12.000 spettatori.
L'Ullevi diventò più che un semplice stadio calcistico. Accanto vi fu costruita una pista di pattinaggio, aperta il 6 gennaio 1917 con una partita di bandy. Le strutture furono anche usate da atleti di hockey su ghiaccio e pattinaggio, così comme quelli di box, scherma, pallamano e tennis.
Nel 1924 la città di Göteborg acquisì la proprietà del Gamla Ullevi. venne chiuso nel 1934 per una ristrutturazione che aggiunse nuovi posti e venne riaperto nel 1935, con una partita tra Örgryte IS e AIK. Dopo l'apertura del Nya Ullevi le tre squadre che fino a quel momento avevano giocato nel Gamla Ullevi (GAIS, IFK e ÖIS) vi si trasferirono, fino al loro ritorno nel 1992.

### Gottepojkarna
Giovanni Calligani era il presidente della Gottepojkarna, azienda che forniva snack e bibite durante le partite. Vendeva cioccolato, banane, biscotti e l'Ullevikolan, la caramella dell'Ullevi. C'era un grande chiosco dove potevano essere acquistati gli snack e le bibite, mentre durante le partite alcuni addetti giravano all'interno dello stadio distribuendo i loro prodotti.

### Ullevi-Bladet
L'Ullevi-Blandet era il programma della partita, che poteva essere acquistato all'interno dello stadio. Costava 25 Öre e veniva pubblicato dall'Idrottsjournalisternas Klubb, un club di giornalisti, e finanziato grazie alla pubblicità. Offriva un'introduzione alla partita, le formazioni delle die squadre che si opponevano e la classifica completa del campionato.

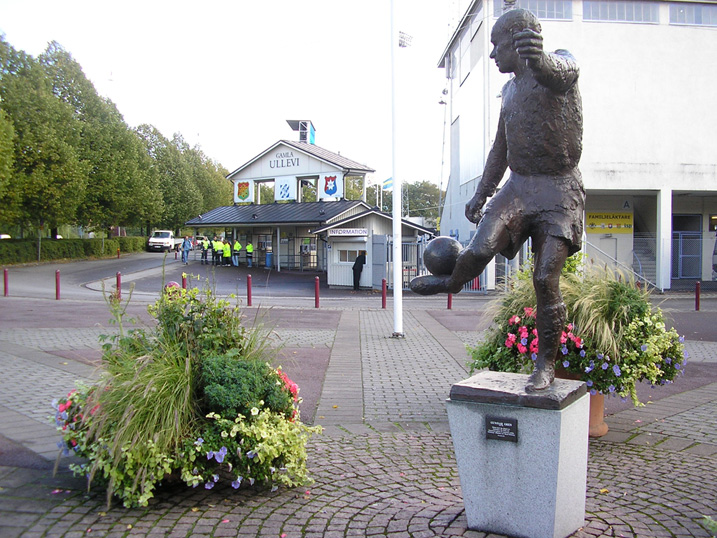
L'entrata dello stadio con la statua di Gunnar Gren

## Nome
Il nome Ullevi in sé si compone di due parti. La prima parte del nome "Ulle-", genitivo di Ullr (in svedese: Ull o Uller), che è uno degli Asi, deì della mitologia norrena, associato ad attività come sci, caccia e giustizia, tutte correlate in qualche maniera con lo sport. La seconda parte del nome, "-vi", è un termine generico usato in svedese per indicare luoghi che si riferiscono a uno sepolcro, un luogo sacro o una Thing. Il nome significa quindi "sepolcro di Ullr". Un altro grande stadio scandinavo prendere il nome da Ullr, lo stadio nazionale della Norvegia, l'Ullevaal.

## Football americano

### Tornei per club

#### Superserien
| Göteborg 1989 IV SM-Finalen | Kristianstad C4 Lions | 22 – 8 | Stockholm City Wildcats | Gamla Ullevi |